# Cichlocolaptes mazarbarnetti
A Cichlocolaptes mazarbarnetti a madarak (Aves) osztályának verébalakúak (Passeriformes) rendjébe és a fazekasmadár-félék (Furnariidae) családjába tartozó faj.

## Rendszerezése
A fajt Juan Mazar Barnett és Dante Renato Côrrea Buzzetti írta le 2014-ben.

## Előfordulása
Brazília északkeleti részén, az Atlanti-óceán partvidékén honos. Természetes élőhelyei a  szubtrópusi vagy trópusi hegyi esőerdőkben volt.

## Természetvédelmi helyzete
Az elterjedési területe kicsi volt. A Természetvédelmi Világszövetség Vörös listáján kihalt fajként szerepel.